# Castello Lukeba
Junior Castello Lukeba (Lyon, 17 de dezembro de 2002) é um futebolista francês que atua como zagueiro. Atualmente joga pelo RB Leipzig e pela Seleção Francesa de Futebol.

## Carreira nos clubes

### Lyon
Tendo ingressado na Olympique Lyonnais Academy em 2011, Lukeba assinou seu primeiro contrato profissional com o clube em 1 de julho de 2021. Ele fez sua estreia profissional pelo Lyon em 7 de agosto de 2021 como titular contra o Brest na abertura da Ligue 1 de 2021-22. Ele jogou os 90 minutos completos durante a partida, mas acabou empatada em 1-1. Lukeba fez sua estreia no futebol europeu em 25 de novembro de 2021, na vitória de 3–1 contra o Brøndby na fase de grupos da UEFA Europa League de 2021–22. Ele marcou seu primeiro gol pelo clube em 22 de dezembro de 2021, contra o Metz, de cabeça, assistido por Rayan Cherki com um cruzamento após escanteio. Em janeiro de 2022, estendeu seu contrato até 2025.

### RB Leipzig
Em 11 de agosto de 2023, Lukeba mudou-se para o RB Leipzig, clube da Bundesliga, por uma verba total informada de €34 milhões, assinando um contrato de cinco anos. Lukeba enfatizou repetidamente seu entusiasmo e vontade de ingressar no RB Leipzig, dizendo:
| “                             | Eu estava extremamente interessado em ingressar no RB Leipzig e mudar para a Bundesliga, então estou muito feliz que a mudança esteja concluída. Estou entusiasmado com o campo de treino, o estádio, a cidade e, acima de tudo, a equipa com todos os jovens jogadores – mal posso esperar para jogar futebol aqui. | ” |
| — Castello Lukeba, RB Leipzig | |   |

Ele fez sua estreia pelo Leipzig em 19 de agosto de 2023, em uma derrota por 3-2 contra o Bayer Leverkusen, sendo substituído por Nicolas Seiwald aos 62 minutos. Ele marcou seu primeiro gol pelo RB Leipzig no empate por 2-2 contra o Bayern de Munique em 30 de setembro de 2023.

## Carreira internacional
Nascido em França, Lukeba é descendente de angolanos. Ele decidiu representar a França em nível internacional e foi convocado pela primeira vez na França Sub-21 em novembro de 2021, onde se juntou aos companheiros de clube Maxence Caqueret, Rayan Cherki e Malo Gusto.
Em 9 de outubro de 2023, Lukeba foi convocado pela primeira vez para a seleção francesa para partidas contra Holanda e Escócia, substituindo o lesionado Axel Disasi.

## Títulos
RB Leipzig
- DFL-Supercup: 2023

França sub-23
- Jogos Olímpicos: 2024 (medalha de prata)